# يوهان ألبرت فون ريغيل
يوهان ألبرت فون ريغيل (1845-1909) (بالإنجليزية: Johann Albert von Regel)‏ هو عالم نبات سويسري.
الجنس النباتي النيوريغيلية (الاسم العلمي:Neoregelia) (سماها لايمان برادفورد سميث) من الفصيلة البروميلية سمي على اسمه.